# Buchnera randii
Buchnera randii är en snyltrotsväxtart som beskrevs av Spencer Le Marchant Moore. Buchnera randii ingår i släktet Buchnera och familjen snyltrotsväxter. Inga underarter finns listade i Catalogue of Life.